# Prick och Fläck ser stjärnor
|  | Denne artikel er oprettet af botten PalnaBot ud fra en ekstern database. Den kan derfor have sproglige fejl eller mangler. Denne skabelon kan fjernes efter kontrol af indholdet. |

Prik og Plet kikker på stjerner er en animationsfilm instrueret af Lotta Geffenblad, Uzi Geffenblad efter manuskript af Uzi Geffenblad, Lotta Geffenblad.

## Handling
Himlen er fuld af glitrende stjerner. Nogle er store, andre er bittesmå. Prik og Plet studerer stjernerne på nærmere hold gennem en kikkert. Efter et meteornedslag møder de et væsen, som måske har set stjernerne meget tæt på.